# بيل دانس
بيل دانس (بالإنجليزية: Bill Dance)‏ هو مقدم تلفزيوني أمريكي، ولد في 7 أكتوبر 1940 في تينيسي في الولايات المتحدة.